# Megaelosia jordanensis
Megaelosia jordanensis é uma espécie de anfíbio  da família Hylodidae. Endêmica do Brasil, pode ser encontrada no município de Campos do Jordão, no estado de São Paulo.
Foi descrita em 1983 por William Ronald Heyer como Cycloramphus jordanensis, e em 2008 foi recombinada para o gênero Megaelosia.
Os seus habitats naturais são: florestas subtropicais ou tropicais húmidas de baixa altitude.